# Barum rallye 2008
Barum rallye 2008 byla šestým podnikem Intercontinental Rally Challenge a osmým podnikem i Mezinárodního mistrovství České republiky. Vítězem se stala posádka Freddy Loix / Robin Buysmans z Belgie s vozem Peugeot 207 S2000. Rallye celkem obsahovala 15 rychlostních zkoušek o celkových 263,06 kilometrech. Počet účastníků byl 97 z toho 35 zahraničních a počet vozů klasifikace S2000 vzrostl od minulého ročníku na 21. Do cíle dorazilo 50 posádek.

## Průběh
Tradičně v pátek (22.8. 2008) proběhla jedinečná rychlostní zkouška v centru města Zlína, kterou ovládl Nicolas Vouilloz z Francie před Belgičanem Freddym Loixem a Lucou Rossettim z Itálie (všichni Peugeot 207 S2000). Nejlepší z Čechů byl Roman Kresta s Peugeotem 207 S2000.
Sobotní etapa obsahovala 8 erzet a začala náročnou Pindulou a Zádveřicemi. Obě zkoušky ovládl Freddy Loix. Následující erzetu Semetín vyhrál Luca Rossetti, který byl průběžně třetí. Nejnáročnější zkouška dne byl slavný Troják, který se povedl Bryanu Bouffierovi z Francie. Do druhé poloviny etapy nejlépe vstoupil Freddy Loix, který ovládl tři ze čtyř rychlostních zkoušek (Pindula, Zádveřice, Semetín) a dostal se do čela průběžného pořadí zlínské rallye. Poslední erzetou dne vyhrál Nicolas Vouilloz, který se usadil na druhém místě. Top 5 po první etapě: 1. Freddy Loix, 2. Nicolas Vouilloz, 3. Bryan Bouffier, 4. Enrique García Ojeda ze Španělska a 5. Pavel Valoušek jun. (všichni Peugeot 207 S2000).
Nedělní druhá etapa obsahovala 6 rychlostních zkoušek. První z nich se jela v okolí Komárova, kde byl nejrychlejší Nicolas Vouilloz a snížil tak náskok Loixe. Další dvě rychlostní zkoušky (Kudlovice a Halenkovice) vyhrál další Francouz Bryan Bouffier, naopak se nedařilo Vouillozovi, jehož ztráta na Loixe narostla na více než 55 vteřin. Druhý průjezd Komárovem ovládl Freddy Loix, který už mohl jet na ''jistotu'', jelikož jeho náskok činil již téměř minutu. Kudlovice opanoval Bryan Bouffier a poslední rychlostní zkoušku Halenkovice vyhrál jeho krajan Nicolas Vouilloz.

## Výsledky
| 1.  | Freddy Loix Robin Buysmans       | Peugeot Team Bel-Lux Peugeot 207 S2000               |
| 2.  | Nicolas Vouilloz Nicolas Klinger | Peugeot Team Bel-Lux Peugeot 207 S2000               |
| 3.  | Bryan Bouffier Xavier Panseri    | Peugeot Sport Polska Rally Team Peugeot 207 S2000    |
| 4.  | Pavel Valoušek jun. Zdeněk Hrůza | BF Goodrich Drivers Team Peugeot 207 S2000           |
| 5.  | Renato Travaglia Lorenzo Granai  | Island Motorsport Fiat Abarth Grande Punto S2000     |
| 6.  | János Tóth jun. Róbert Tagai     | Peugeot Total Hungária Rallye Team Peugeot 207 S2000 |
| 7.  | Luca Rossetti Matteo Chiarcossi  | Racing Lions SRL Peugeot 207 S2000                   |
| 8.  | Josef Peták Alena Benešová       | Hroch Rally Team v AČR Peugeot 207 S2000             |
| 9.  | Michal Solowow Maciej Baran      | Cersanit Rally Team Peugeot 207 S2000                |
| 10. | Roman Odložilík Pavel Odložilík  | TRT Czech Rally Sport Peugeot 207 S2000              |